# Swartland (gemeente)
Swartland (officieel Swartland Plaaslike Munisipaliteit) is een gemeente in het Zuid-Afrikaanse district Weskus. De plaats is een graan- en wijngebied en ook de naam van een lokale gemeente met de belangrijkste stad Malmesbury, evenals Moorreesburg, Darling en de Riebeekvallei. Het werd door Jan van Riebeeck kort na zijn aankomst op de Kaap "Het Zwarte Land" genoemd, een verwijzing naar de zwartachtige kleur van de vegetatie in het gebied.
De naam werd ook gegeven aan een gemeente die werd opgericht onder de nieuwe gemeentelijke dispensatie van 2000 en waarvan Malmesbury de belangrijkste stad is.
Swartland ligt in de provincie West-Kaap en telt 113.762 inwoners.

## Hoofdplaatsen
Swartland is op zijn beurt nog eens verdeeld in elf hoofdplaatsen (Afrikaans: nedersettings) en de hoofdstad van de gemeente is de hoofdplaats Malmesbury.
- Abbotsdale
- Chatsworth
- Grottobaai
- Kalbaskraal
- Koringberg
- Malmesbury
- Moorreesburg
- Riebeek-Kasteel
- Riebeek-Wes
- Riverlands
- Yzerfontein